# Tschiertschen-Praden
Tschiertschen-Praden est une ancienne commune suisse ayant existé du 1er janvier 2009 au 31 décembre 2024, située dans le canton des Grisons, dans la région de Plessur.
La commune est née de la fusion des communes de Praden et de Tschiertschen. Elle est effective depuis le 1er janvier 2009.
Le 16 juin 2024, 85 % des habitants approuvent l’intégration de leur commune à celle de Coire. À son tour, cette dernière valide la fusion à 76,16 % lors d’un vote le 22 septembre. Le changement entre en vigueur le 1er janvier 2025.